# Matías Alfonso
Matías Iván Alfonso Colina (ur. 29 lutego 2000 w Ciudad del Este) – urugwajski piłkarz pochodzenia paragwajskiego występujący na pozycji środkowego pomocnika, od 2022 roku zawodnik River Plate Montevideo.